# 阿良德
阿良德，是西班牙阿斯图里亚斯的一个市镇。总面积342平方公里，总人口2395人（2001年），人口密度7人/平方公里。